# Patriz Ilg
Patriz Ilg (* 5. Dezember 1957 in Oberalfingen) ist ein ehemaliger deutscher Leichtathlet.

## Leben
Ilg gehörte von 1978 bis 1987 zu den weltbesten 3000-Meter-Hindernisläufern. Sein größter Erfolg war der Sieg in 8:15,06 min bei den Weltmeisterschaften 1983 in Helsinki. Dafür wurde er 1983 von Bundespräsident Carstens mit dem Silbernen Lorbeerblatt ausgezeichnet. 1999 wurde ihm der Georg von Opel-Preis verliehen.
Bis zu seiner Pensionierung war Patriz Ilg Sport- und Techniklehrer an der Gemeinschaftsschule in Westhausen namens Propsteischule. Als Kommunalpolitiker (CDU) war er Ortsvorsteher des Aalener Stadtbezirks Hofen.

## Sportliche Karriere
Patriz Ilg war insgesamt achtmal Deutscher Meister über 3000 Meter Hindernis: 1978, 1980 bis 1982 und 1985 bis 1988.
Weitere Ergebnisse bei internationalen Meisterschaften:
- Silber bei den Europameisterschaften 1978 in Prag (8:16,9 min)
- Gold bei den Europameisterschaften 1982 in Athen (8:18,52 min)
- Bronze bei den Europameisterschaften 1986 in Stuttgart (8:16,92 min)
- Zwölfter bei den Weltmeisterschaften 1987 in Rom (8:38,46 min)

Patriz Ilg startete für die TG Hofen und von 1980 bis 1988 für das LAC Quelle Fürth. Er ist 1,74 m groß und wog in seiner aktiven Zeit 61 kg.